# 一瀬勇三郎

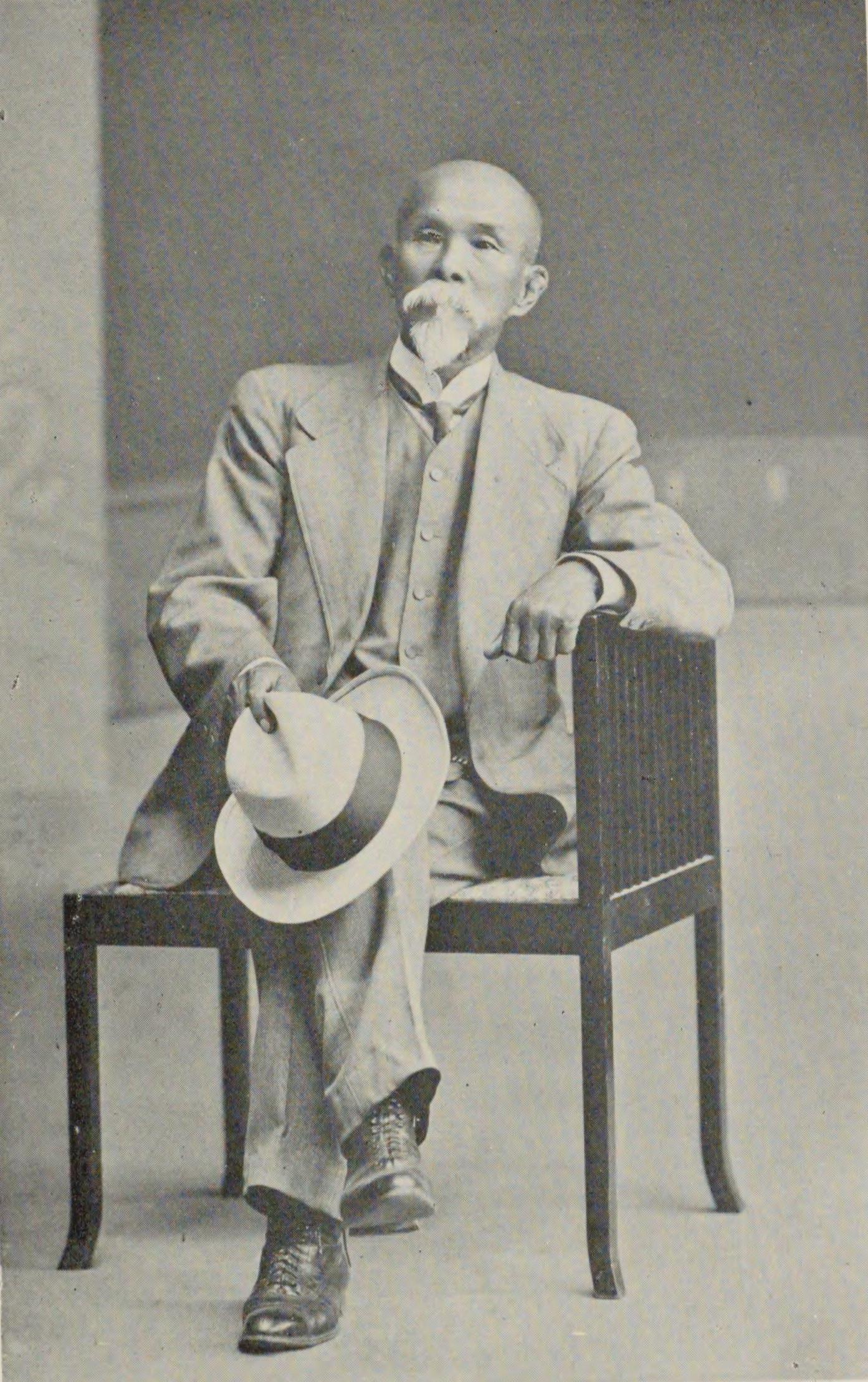
晩年の一瀬勇三郎

一瀬 勇三郎（いちのせ ゆうざぶろう、安政元年11月21日（1855年1月9日） - 昭和7年（1932年）6月15日）は、明治時代の司法官僚。従三位勲二等。
明治3年（1870年）大村藩貢進生として大学南校に入学、在学中司法省に出仕し、法学校卒業後、明治19年（1886年）洋行し、ベルリン、パリを視察した。明治23年（1890年）帰国し、長崎地方裁判所検事正、横浜地方裁判所検事正、大阪地方裁判所検事正、広島控訴院長、函館控訴院長等を歴任した。大正2年（1913年）東京に隠棲し、昭和2年（1927年）故郷大村に帰って余生を過ごした。

## 生涯

### 在学時代

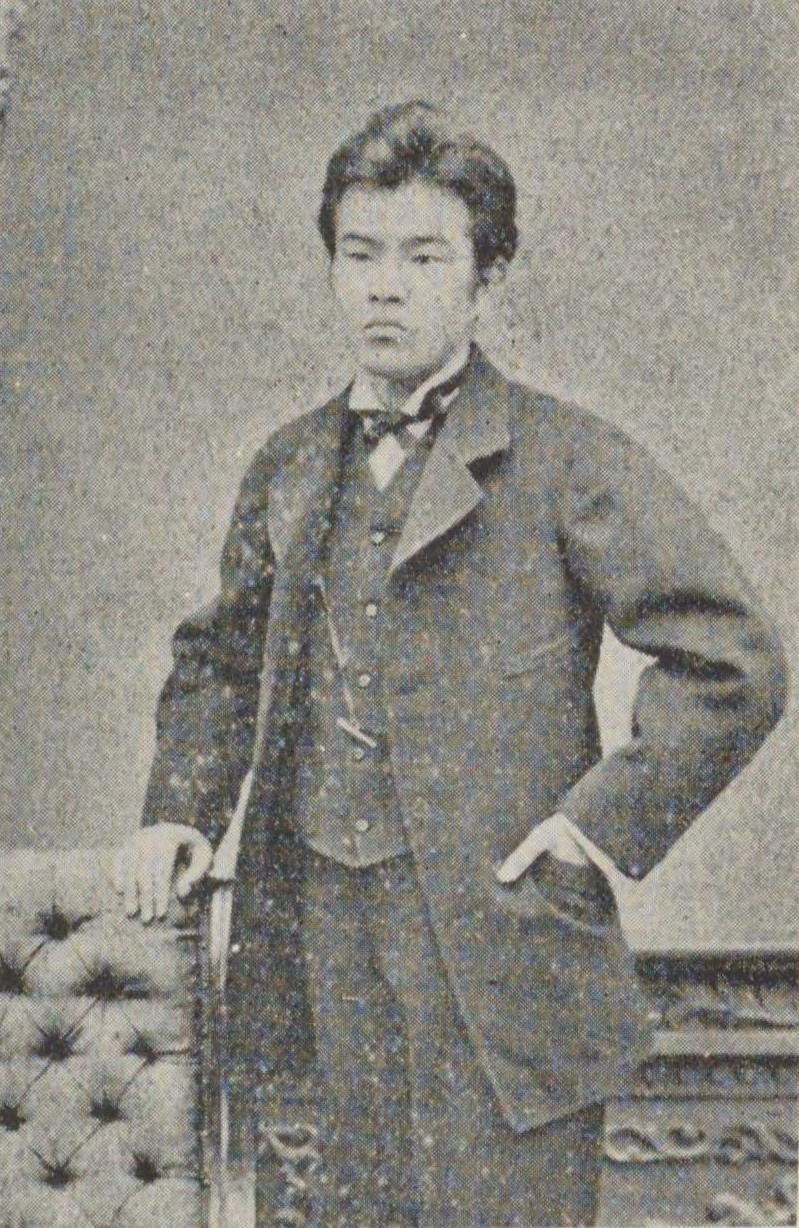
明治13年（1880年）

安政元年（1854年）11月21日、肥前国大村城外佐古郷に大村藩士一瀬喜多右衛門達徳の次男として生まれた。万延元年（1860年）藩校五教館に日勤生として入学し、後に寄宿寮に移った。明治3年（1870年）、五教館を訪れた藩主大村純煕の前で素読を披露した所、城内広間に召され、東京遊学を命じられた。
明治3年（1870年）秋、長崎港から外国汽船で横浜港へ渡り、大村藩貢進生として大学南校仏語科に入学、杉浦重剛、穂積陳重、野村鉁吉、河上謹一、河原勝治、千頭清臣等と共に学んだ。
その後、大学南校は明治5年（1872年）第一番中学、明治6年（1873年）開成学校と改組し、勇三郎はフランス語を教える諸芸学部に属した。明治8年（1875年）9月司法省明法寮への転学を命じられ、ボアソナードにフランス法を学び、卒業後も長く文通を続けた。
明治9年（1876年）8月明法寮を卒業して司法省に出仕した。明治13年（1880年）3月内記課詰兼照査課詰、4月翻訳課兼照査課詰、5月翻訳課兼生徒課詰、12月翻訳課兼民事局詰、明治14年（1881年）11月第六局詰兼第七局詰、明治15年（1882年）1月第一局詰兼第七局詰。
明治16年（1883年）9月6日判事に任じられ、9月7日第七局詰兼第一局詰、明治17年（1884年）7月16日書記局詰。
司法省でボアソナード講義の翻訳を手掛ける傍ら、講法学舎で講義を持ち、明治14年（1881年）9月から1年間明治法律学校でもフランス民法売買法、賃貸借法を講義した。

### 卒業から洋行まで

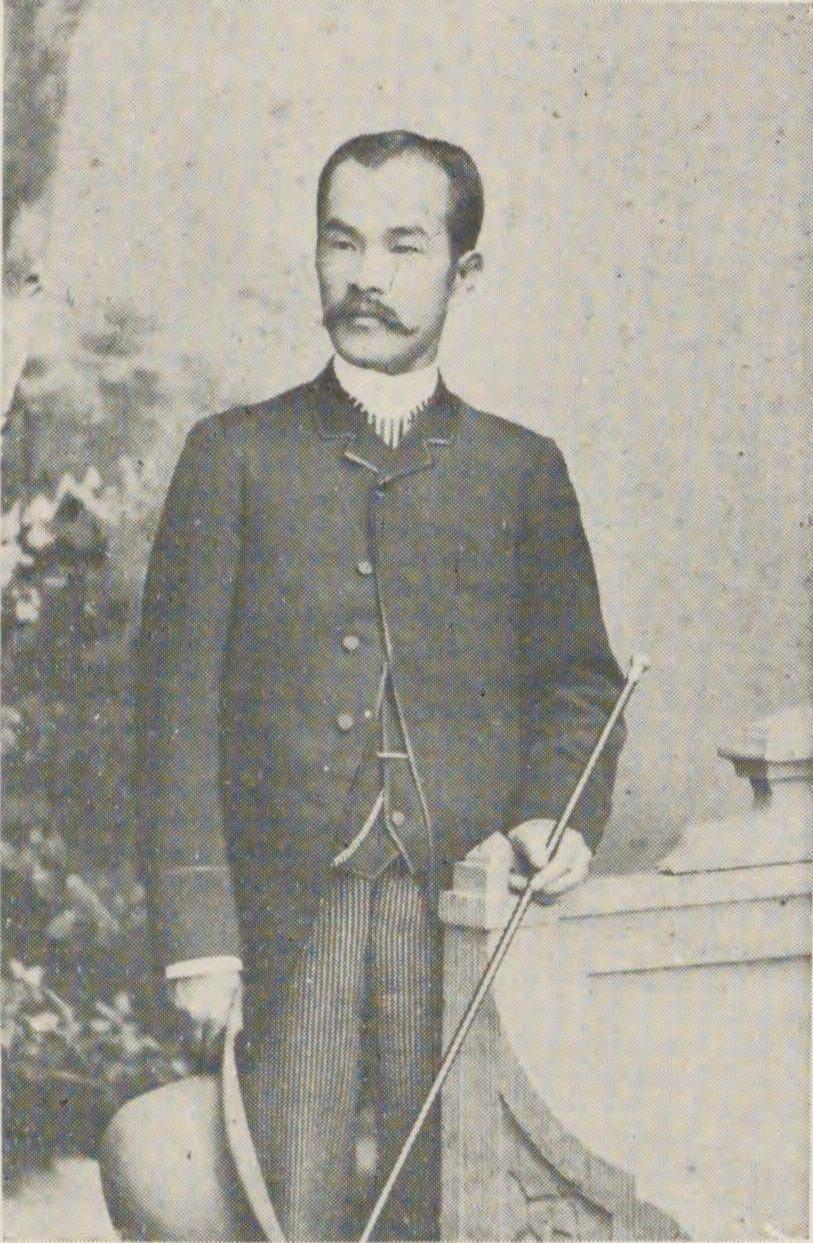
明治21年（1888年）

明治17年（1884年）司法省法学校を卒業し、明治17年（1884年）12月17日 議事局員となり、書記局学務課を兼務した。明治19年（1886年）1月20日東京始審裁判所詰、7月10日始審裁判所判事となった。また、明治17年（1884年）より法学校で民法証拠篇の講義を担当した。
明治19年（1886年）在官のまま自費で洋行し、ベルリンで司法行政、裁判事務を取り調べ、また会計検査院設立のため来独した同郷の渡辺昇の案内役を務めた。明治20年（1887年）第二回万国商法会議副委員としてブリュッセルに3ヶ月滞在し、明治22年（1889年）横田国臣、加太邦憲、高木豊三等とパリに移り、司法事務を調査し、明治23年（1890年）5月帰国した。

### 帰国から休職まで

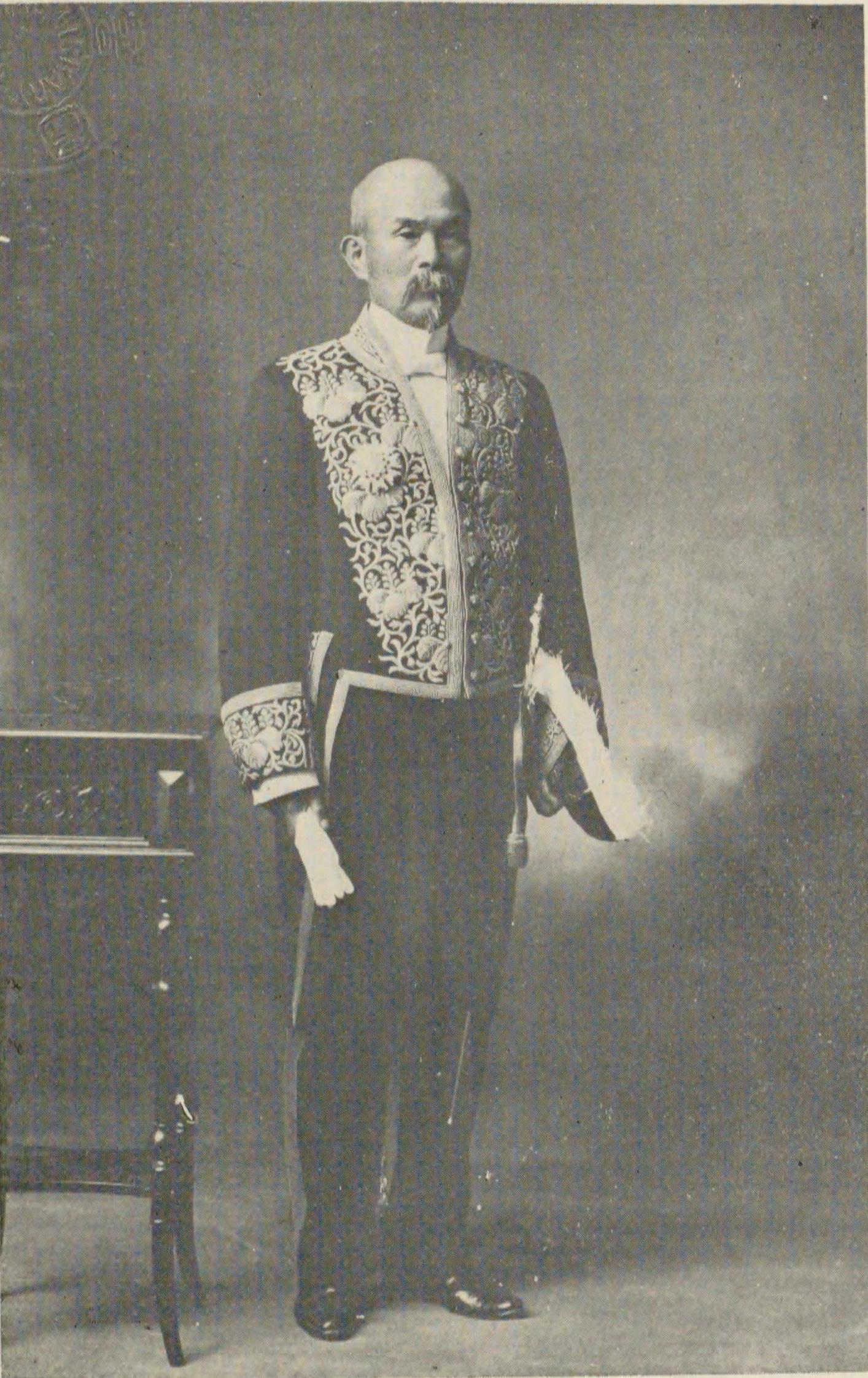
函館控訴院長時代

明治23年（1890年）8月11日 検事に転任し、同日長崎始審裁判所詰、10月22日検事正に昇った。長崎では、判事辻村庫太が脱獄囚渡邊魁と判明した事件、縁故者尾本涼海の子寿太郎の上海での殺人事件が印象に残ったと本人が懐想している。
明治25年（1892年）9月12日 司法省参事官を命じられ、11月21日民刑局を兼務、明治26年（1893年）1月24日長野地方裁判所2月20日富山地方裁判所へ出張した。
明治26年（1893年）5月29日横浜地方裁判所検事正を命じられた。横浜での勤務期間は僅かではあったが、領事裁判が行われる中、日本人馬丁彦助を銃撃したアメリカ人ウィレットを正当防衛とする判断に異論を唱え、また警部長吉田弘蔵と共に、売春業を行っていたアメリカ人コーランドを領事に訴追した。
明治27年（1894年）1月11日大阪地方裁判所検事正に命じられ、9月関西法律学校評議員となり、明治29年3月校長に推挙された。大阪では官舎裏の北野警察署で剣道稽古に励んだ。明治27年（1894年）10月刑法改正審査委員会で審議中の草案を大阪毎日新聞社員に見せたとして、明治28年（1895年）6月12日譴責を受けた。大阪控訴院長を務めた北畠治房とはしばしば対立した。
明治31年（1898年）6月28日広島控訴院検事長を命じられ、明治35年（1901年）6月11日広島控訴院長に昇進した。大審院が刑事訴訟の上告期間設定を告示すると、これに反対し、広島控訴院では期限を過ぎても受け入れることを謳った。また、法廷での弁護士の席次を検事と対等とし、院内に警鐘箱を設けて民意を聞いた。
明治42年（1908年）2月17日函館控訴院長を命じられた。明治44年（1911年）8月20日、皇太子嘉仁親王（後の大正天皇）を控訴院内を案内し、翌日旅館で陪食した。先の広島行啓でも拝謁していたが、皇太子はその禿頭のため顔に見覚えがあったという。中西六三郎を中心として控訴院を札幌に移転する計画が立ち上がると、札幌に乗り込んでこれに反対し、在任中の移転は行われなかった。

### 晩年

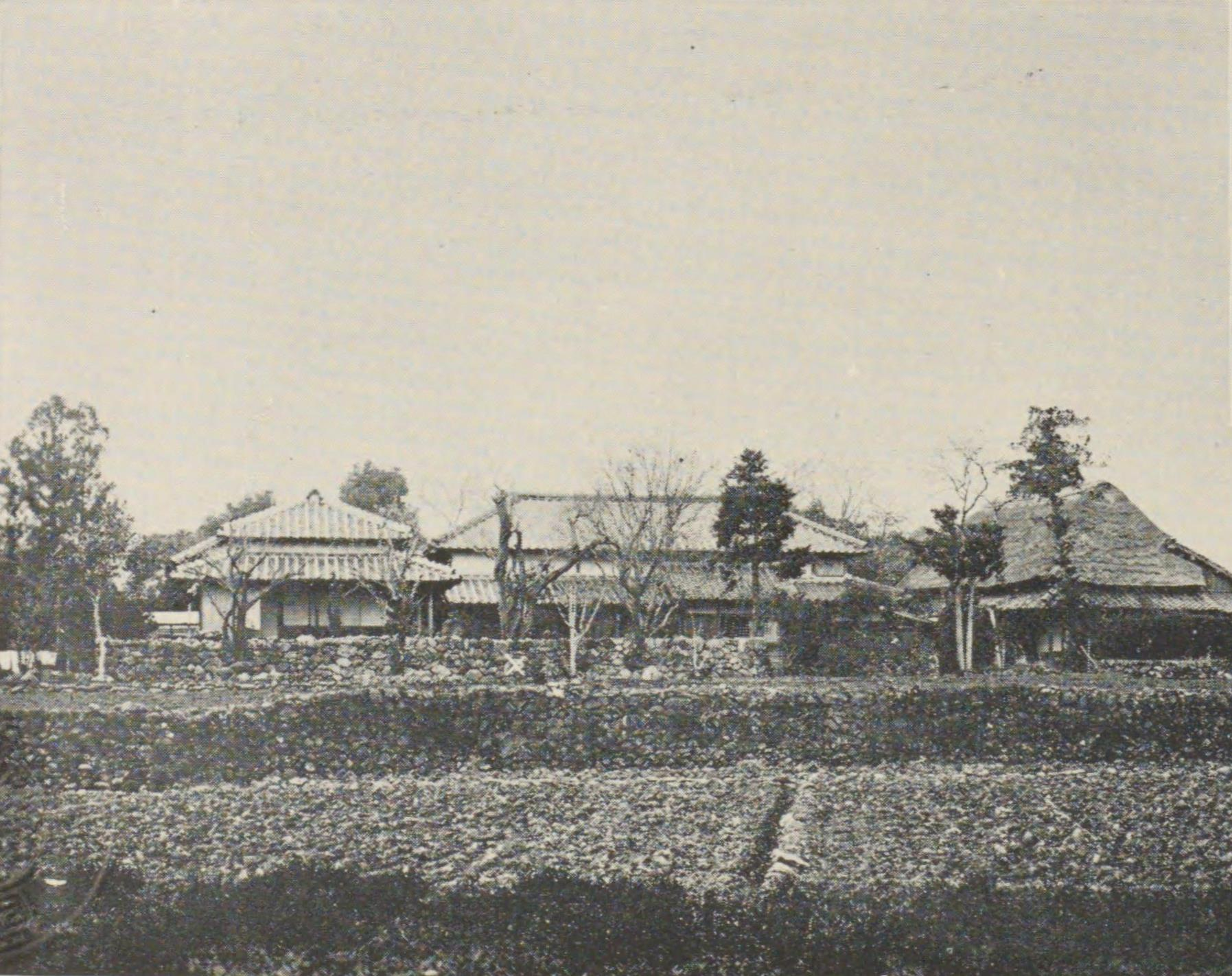
一瀬勇三郎晩年隠棲之地（西大村）

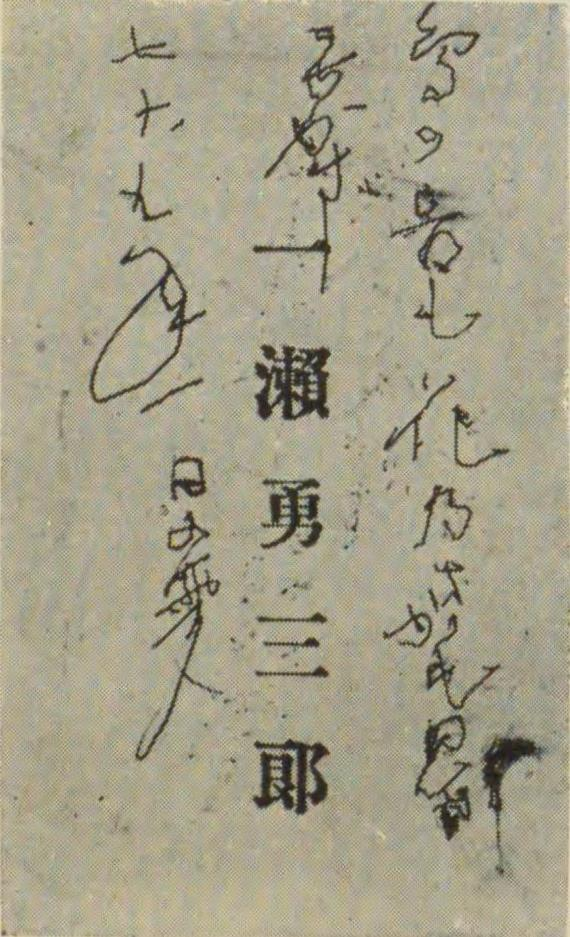
辞世「鳥の音も花のさかりも見ずきかず七十九年一日の夢」

大正2年（1913年）立憲政友会の思惑により司法人事が一新されることとなり、4月22日休職を命じられ、牛込区市ヶ谷富久町自証院裏の自宅に隠棲した。同窓杉浦重剛の著した『知己八賢』を読み、数十年ぶりに旧交を温めた。大正9年（1920年）宮中某重大事件が起こると、御学問所御用掛となっていた重剛を助けて、解決に奔走した。日本中学校で協議員を務め、外国人土地法、陪審法に反対する論陣を張った。大正10年（1921年）先妻、大正13年（1924年）杉浦重剛、大正15年（1926年）後妻を喪い、東京で全くの独り身となった。
昭和2年（1927年）10月大村町に帰郷し、大村氏別邸桜田屋敷に住んだが、昭和4年（1929年）桜田屋敷が図書館に使われることとなり、7月16日、西大村諏訪郷陣の内770番地に引越した。大村では松林飯山遭難の碑の建設に尽力した。昭和3年（1913年）6月7日正式に退職した。
昭和7年（1932年）5月4日夜風邪を引き、9日肺炎に発展し、17日名刺に辞世を書付けた。同年6月15日午前0時15分死去し、16日長安寺本堂で葬儀が行われた。戒名は誠光院殿徳誉清廉勇翁大居士。

## 栄典
- 明治16年（1883年）11月30日 正七位[29]
- 明治19年（1886年）11月27日 従六位[30]
- 明治25年（1892年）2月27日 正六位[31]
- 明治26年（1893年）6月29日 勲六等瑞宝章[32]
- 明治27年（1894年）2月28日 従五位[33]
- 明治30年（1897年）6月26日 勲五等瑞宝章[34]
- 明治31年（1898年）8月4日 正五位[35]
- 明治33年（1899年）6月20日 勲四等瑞宝章[36]
- 明治36年（1903年）4月10日 従四位[37]
- 明治37年（1903年）6月26日 勲三等瑞宝章[38]
- 明治42年（1909年）4月30日  正四位[39]
- 明治44年（1911年）6月28日 勲二等瑞宝章[40]
- 昭和3年（1928年）7月2日 従三位[41]

## 訳書
全て司法省蔵版。
- ボアソナード講述『仏国民法期満得免篇講義』明治13年
- ボアソナード講述、加太邦憲・藤林忠良共訳『民法草案財産篇講義』明治13年
- フォースタン・エリー（フランス語版）著、井上操・亀山貞義共訳『仏国刑律実用』明治14年
- ムールロン著『仏国民法覆義』第3帙第2巻、明治15年
- ボアソナード稿『日本訴訟法財産差押法草案并注解』明治16年
- ボアソナード講述、加太邦憲共訳『法律大意講義』明治16年
- ボアソナード講述、市川亮功共訳『法律大意第二回講義』明治16年
- ボアソナード講述『仏国民法証拠篇講義』明治19年4月
- ナポレオン・ヴィクトル・マルカデ（フランス語版）著『仏国民法時効詳説大全』明治22年

## 人物
宴会を嫌い、旭川に視察した時、判事等の用意した歓迎会への出席を拒み、料理等を悉く無駄にした。
乗馬が趣味で、広島時代に飼っていた馬を広島一と名づけていたが、日露戦争に徴発され、騎兵連隊より代わりの馬を払い下げられた。函館でも馬で周囲を駆け回り、皇太子との陪食の際も、馬の話題が多くを占めた。明治44年（1911年）初夏、後の丸井今井裏の坂で落馬し、渡島外科療病院に入院した。
若年より囲碁を打ったが、長く初段に先という腕前のままで、大村に隠居時は長安寺の和尚等と興じた。洋行中はビリヤードに興じたが、腕前は上達せず、欧州人に見られないよう隠れて遊んだという。

## 親族

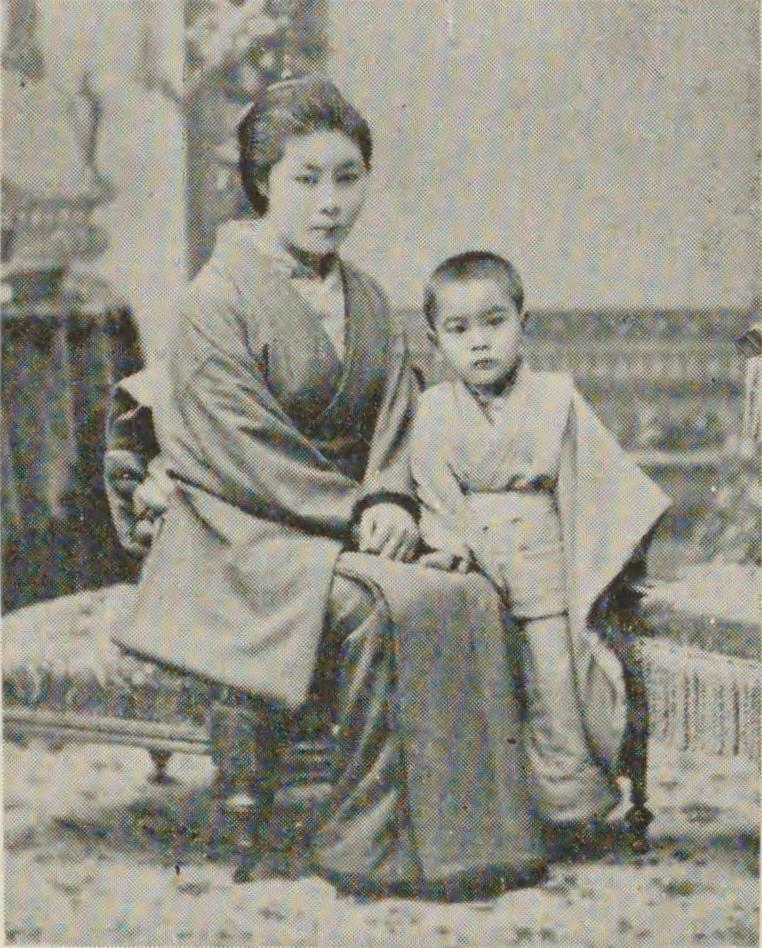
先妻スミ子と卓郎

父一瀬喜多右衛門達徳は代々の大村藩士で、明治29年（1896年）9月7日没。母は渡辺儀右衛門女で達徳三人目の妻だった。異母姉は早逝し、異母兄東一がいた。
妻スミ子は旧沼田藩士若松甘吉の長女で、明治16年（1883年）結婚し、明治18年（1885年）12月17日卓郎を生んだ。横浜地裁時代、妻子は京橋区鍋町に住んでいたが、卓郎に末期の腹膜炎が発覚し、明治27年（1894年）1月27日夭折した。墓所は愛宕下天徳寺。
東京に隠居中、大正10年（1921年）3月17日妻スミ子が死去し、その妹の寡婦キム子を娶るも、大正15年（1926年）12月5日先立たれた。
大村に帰郷後、母方の従妹の世話を受けたが、これにも先立たれたため、その子秀子の世話を受け、その甥渡辺葛を孫のように扱った。